# Strongylosoma forcarti
Strongylosoma forcarti är en mångfotingart som beskrevs av Hans Lohmander 1939. Strongylosoma forcarti ingår i släktet Strongylosoma och familjen orangeridubbelfotingar. Inga underarter finns listade i Catalogue of Life.